# Santiago Ponzinibbio
Santiago Ponzinibbio, född 26 september 1986 i La Plata, är en argentinsk MMA-utövare som sedan 2013 tävlar i organisationen Ultimate Fighting Championship.
Sedan 2016 arbetar Ponzinibbio som expertkommentator på UFC:s spanska sändningar.

## Tävlingsfacit

### Uppvisnings-MMA
| Resultat | Facit | Motståndare           | Metod               | Evenemang                      | Datum                         | Rond | Tid  | Plats                | Notering    |
| -------- | ----- | --------------------- | ------------------- | ------------------------------ | ----------------------------- | ---- | ---- | -------------------- | ----------- |
| Vinst    | 1-0   | Thiago Silva (BRA)    | TKO (slag)          | The Ultimate Fighter: Brazil 4 | 17 mars 2013 (sändningsdatum) | 2    | n/a  | São Paulo, Brasilien |             |
| Vinst    | 2-0   | Márcio Santos (BRA)   | TKO (slag)          | The Ultimate Fighter: Brazil 4 | n/a                           | 3    | n/a  | São Paulo, Brasilien |             |
| Vinst    | 3-0   | Cleiton Duarte (BRA)  | Domslut (enhälligt) | The Ultimate Fighter: Brazil 4 | n/a                           | 2    | 5:00 | São Paulo, Brasilien | Kvartsfinal |
| Vinst    | 4-0   | Leonardo Santos (BRA) | Domslut (enhälligt) | The Ultimate Fighter: Brazil 4 | n/a                           | 3    | 5:00 | São Paulo, Brasilien | Semifinal   |